# Ilnîk, Turka
Ilnîk (în ucraineană Ільник) este localitatea de reședință a comunei Ilnîk din raionul Turka, regiunea Liov, Ucraina.

## Demografie
Componența lingvistică a localității Ilnîk
     Ucraineană (99,63%)
     Alte limbi (0,37%)
Conform recensământului din 2001, majoritatea populației localității Ilnîk era vorbitoare de ucraineană (99,63%), existând în minoritate și vorbitori de alte limbi.